# Revista El Barrilete

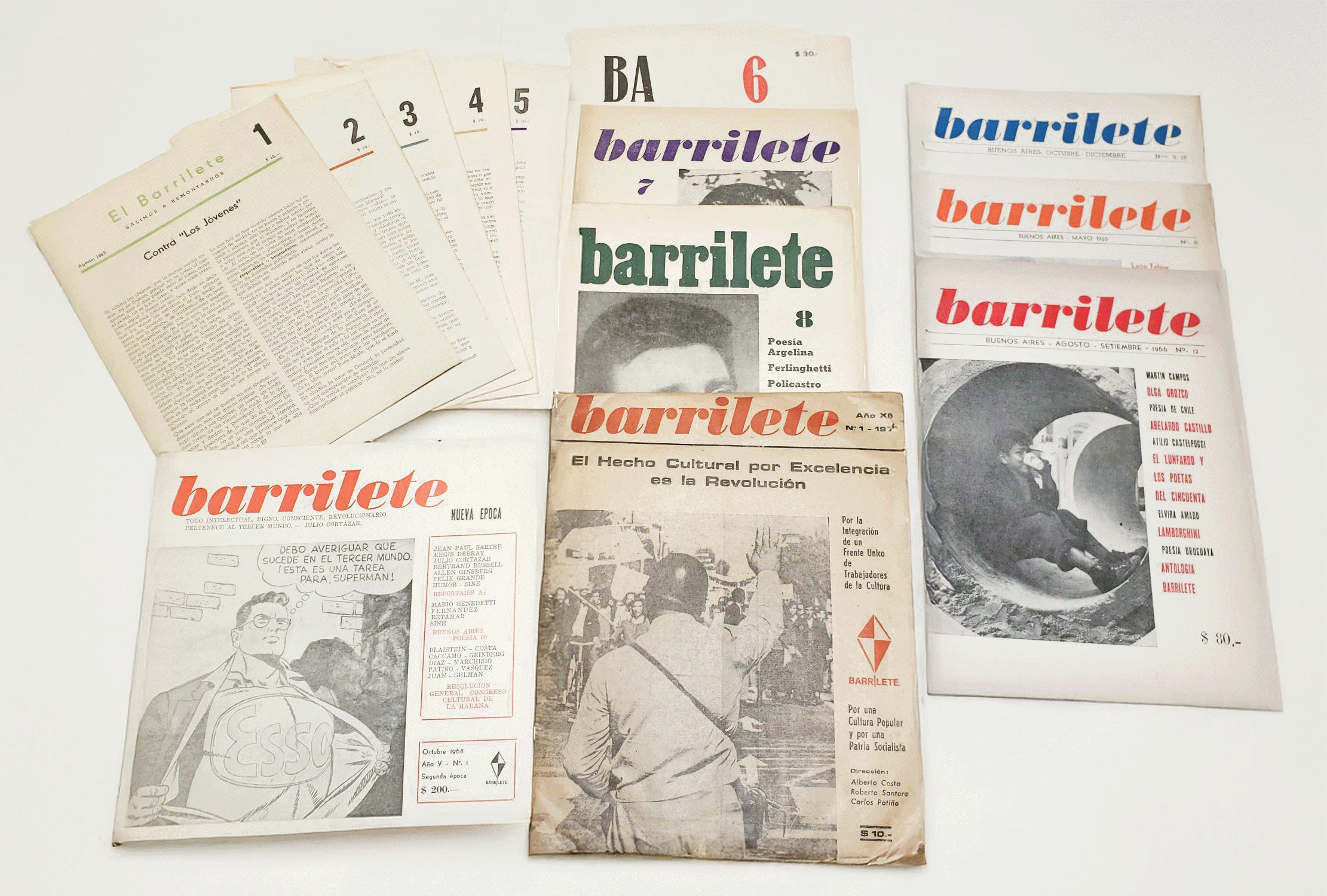
Revistas El Barrilete / Barrilete.

El Barrilete fue una revista literaria argentina publicada entre 1963 y 1974, enfocada principalmente en la poesía. Fundada por el poeta Roberto Jorge Santoro, se destacó por su compromiso con la poesía social y la difusión de nuevas voces dentro del panorama literario argentino, manteniendo una línea independiente y cercana a la cultura de izquierda.Su producción inicial fue artesanal y unipersonal, pero a partir de 1964, Santoro amplió el equipo editorial, sumando a escritores como Daniel Barros, Martín Campos, Ramón Plaza, Miguel Ángel Rozzisi, Horacio Salas, Marcos Silber, Rafael Alberto Vásquez, Alberto Costa, Carlos Patiño, Alicia Dellepiane Rawson, entre otros, quienes contribuyeron de manera colectiva al desarrollo de la revista y al fortalecimiento de su propuesta literaria y política. A lo largo de 15 números, El Barrilete combinó poesía, crítica cultural e intervenciones políticas, con secciones dedicadas a autores inéditos, homenajes y la difusión de poetas contemporáneos. Además, publicó siete informes intercalados entre los números de la revista, que recopilaban poemas de diversos autores sobre temas de relevancia social y emergencia, buscando un enfoque urgente y directo. También se publicaron dos suplementos especiales con antologías de poesía. En su última etapa, El Barrilete consolidó una postura ideológica más explícita, reflejada, por ejemplo, en los últimos dos números de la revista y en el informe sobre la masacre de Trelew.

## Orígenes

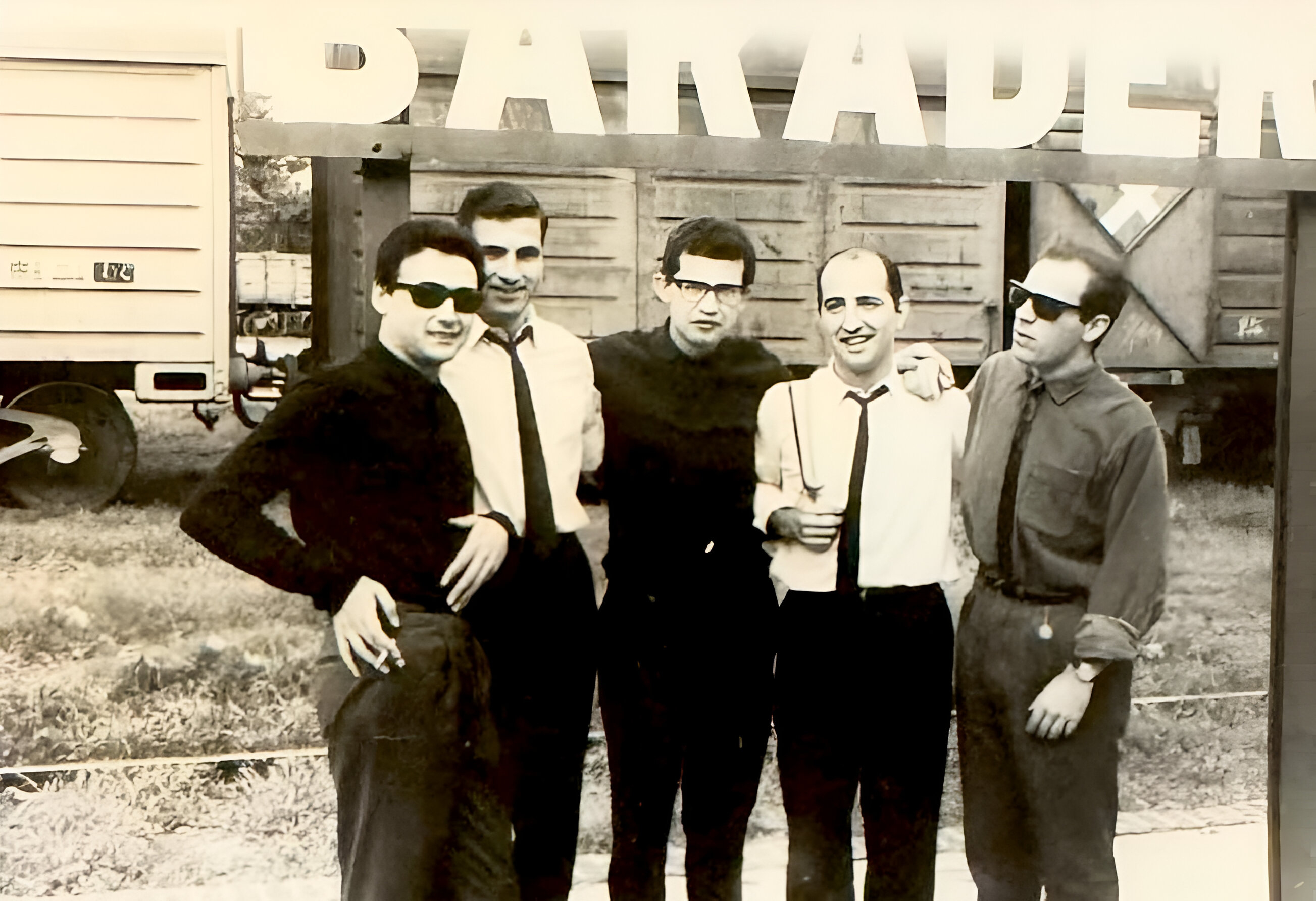
El Grupo Barrilete. De izquierda a derecha: Miguel Ángel Rozzisi - Daniel Barros - Ramón Plaza - Roberto Santoro y Marcos Silber

El Grupo Barrilete (1963-1977) fue un colectivo artístico y militante de fuerte orientación poética, creado por Roberto Jorge Santoro (1939-1977). Desde sus inicios, el Grupo Barrilete expresó su intención de ampliar el público lector y acercar la poesía a la clase trabajadora. Inspirado en experiencias como Gaceta Literaria (1956-1960), adoptó estrategias de difusión masiva, organizando lecturas públicas y utilizando formatos accesibles. Barrilete rechazaba el elitismo de la literatura tradicional y buscaba una poesía vinculada a la vida cotidiana y a la realidad de los sectores populares.Se definía como un espacio para "poetas del pueblo", en contraste con los escritores de élite. Concebía la literatura como un arte que debía mantenerse en contacto con el lector, evitando quedar restringida a los círculos académicos. Barrilete se reconocía heredero de la tradición del Grupo de Boedo y reivindicaba el lunfardo como una expresión genuina del habla popular. Su labor se orientó a cuestionar la cultura dominante y a concebir el arte como una forma de militancia revolucionaria, estrechamente ligada a lo popular. A lo largo de su existencia, el grupo atravesó períodos de inactividad y contó con una integración variable, desarrollando una propuesta poética y política en sintonía con las luchas sociales y las manifestaciones culturales del pueblo. 
Barrilete comenzó su actividad en junio de 1963 con la publicación de un “informe”, y dos meses después presentó el primer número de su revista homónima, El Barrilete, que se convertiría en su trabajo más difundido. Junto con la revista, el colectivo impulsó una editorial cuyo desarrollo precedió a la conformación del grupo. Su origen se encuentra en las experiencias de auto-publicación de Santoro: en 1962, publicó de forma independiente De tango y lo demás, seguido a inicios de 1963 por El último tranvía. Estas ediciones iniciales fueron el punto de partida de la editorial del grupo. 

## Los informes

Collage original: recortes de diarios y periódicos sobre papel, con anotaciones manuscritas de Roberto Jorge Santoro, utilizado como material para Informe sobre Lavorante.

El Barrilete no comenzó como una revista, sino como un "informe". Estos informes consistían en compilaciones de poemas de diferentes autores, cada uno abordando un tema específico desde una perspectiva poética. Generalmente, los temas estaban relacionados con situaciones de emergencia o hechos de relevancia social, con un enfoque urgente y directo. Este proyecto representaba una propuesta singular dentro del grupo, diseñada para llevar la poesía fuera del ámbito literario convencional y participar activamente en los acontecimientos que conmovían a la sociedad.Según el escritor Rafael Alberto Vásquez, los informes eran "[breves] propuestas poéticas escritas sobre un tema convenido y predeterminado, para venderse a un precio mínimo (...) no dirigidas sólo al lector de las publicaciones literarias (...) una idea interesante y audaz: abrir un folleto rotulado como informe y encontrárselo desarrollado en versos".
Los informes se publicaban en formato de folletos o plaquetas de 14 x 19 centímetros, acompañados de xilografías o ilustraciones. Las tiradas variaban entre 3.000 y 5.000 ejemplares. A pesar de su nombre, que sugería un informe formal, la portada solo incluía el título, dejando a los compradores con un conjunto de poemas sin editorialización. Los informes eran distribuidos y vendidos de manera completamente artesanal por los miembros del grupo, quienes se encargaban personalmente de su venta en las calles, plazas, bares y otros espacios públicos, además de contar con puntos de venta establecidos, como puestos de diarios o kioscos. Este método de comercialización, basado en el contacto directo con el público, reflejaba la esencia del proyecto, que fusionaba la poesía con una participación social activa. La dinámica de creación de cada "informe" consistía en reuniones grupales, donde los miembros seleccionaban y leían oralmente los poemas que conformarían estos breves volúmenes. El primer informe publicado por El Barrilete fue Informe sobre Lavorante (junio de 1963), centrado en Alejandro Lavorante, un boxeador argentino de peso pesado que, tras una pelea en los Estados Unidos, quedó inconsciente durante varios meses a causa de los golpes sufridos, lo que finalmente condujo a su fallecimiento. Dos meses después de la publicación de este informe, saldría el primer número de la revista El Barrilete (agosto de 1963). A partir de entonces, los números de la revista se alternaron con otros informes y viceversa. En total, El Barrilete publicó siete informes: Informe sobre Lavorante (junio de 1963), Informe sobre el Desocupado (27 de agosto de 1963), Informe sobre la Esperanza (24 de octubre de 1963), Informe sobre Discépolo (12 de abril de 1964), Informe sobre Santo Domingo (julio de 1965), Informe sobre el País (abril de 1966) e Informe sobre Trelew (1974).Tanto los números de la revista como los informes experimentaron variaciones en el tiempo entre sus publicaciones, debido a factores como la situación económica, los cambios en la composición del grupo y las circunstancias políticas de la época.

### Revistas e informes en orden cronológico de publicación[3][14]
- Informe sobre Lavorante – Junio de 1963
- El Barrilete 1 – Agosto de 1963
- Informe sobre el Desocupado – Agosto de 1963
- El Barrilete 2 – Septiembre de 1963
- Informe sobre la Esperanza – Octubre de 1963
- El Barrilete 3 – Octubre de 1963
- El Barrilete 4 – Noviembre de 1963
- El Barrilete 5 – Diciembre de 1963
- Barrilete 6 – Enero de 1964
- Informe sobre Discépolo – Abril de 1964
- Barrilete 7 – Marzo/Abril de 1964
- Barrilete 8 – Julio/Agosto de 1964
- Barrilete 9-10 + Suplemento Cinco Poetas – Octubre/Diciembre de 1964
- Barrilete 11 – Mayo de 1965
- Informe sobre Santo Domingo – Julio de 1965
- Informe sobre El País – Abril de 1966
- Barrilete 12 – Agosto/Septiembre de 1966
- Suplemento Imprescindible 12 – Septiembre de 1967
- Barrilete 13 – Diciembre de 1967
- Barrilete 14 [Segunda época Nº 1] – Octubre de 1968
- Informe sobre Trelew – Agosto de 1974
- Barrilete 15 [Año XII Nº 1] – Septiembre de 1974

## Primera época de la revista El Barrilete (1963-1967)

Grupo Barrilete con Revista Barrilete N° 6. De Izquierda a Derecha: Daniel Barros, Miguel Ángel Rozzisi, Marcos Silber, Rafael Alberto Vásquez y Ramón Plaza.

La primera época de la revista puede dividirse en dos períodos. El primero abarca los años 1963 y 1964, con los primeros cinco números publicados entre agosto y diciembre de 1963, bajo el título El Barrilete, salimos a remontarnos. Estos números fueron dirigidos y editados por Roberto Jorge Santoro, quien los produjo de manera artesanal en su casa, con la colaboración de su madre y su hermana. Cada entrega constó de ocho páginas y reflejaba la necesidad de impulsar la poesía social y acercarla al pueblo.
En lugar de editoriales o manifiestos, cada número se abría con una selección de textos que funcionaban como portada y carta de presentación. Entre los autores elegidos se encontraban Miguel de Unamuno, Roberto Arlt, Vicente Huidobro, Antonio Machado y Rafael Barrett. El contenido de estos primeros números estaba principalmente compuesto por una selección de poemas de los miembros del Grupo/Taller Barrilete, que funcionaban como una suerte de antología poética. A esto se sumaban algunos relatos o cuentos breves, también escritos por los propios integrantes del grupo. En ocasiones, se incluían ensayos o fragmentos críticos sobre poesía, escritos por los mismos colaboradores, ampliando así el enfoque literario de la publicación. Entre los apartados más relevantes de este primer período se encontraba El Barrilete de Buenos Aires, donde se rendía homenaje a poetas como Baldomero Fernández Moreno, Evaristo Carriego, Homero Manzi, Enrique Santos Discépolo, Celedonio Flores, Carlos de la Púa, Pascual Contursi y Nicolás Olivari, entre otros. La contratapa también tuvo un papel destacado. Titulada La Cola del Barrilete. Aflojale que colea, cerraba cada número con comentarios, novedades bibliográficas y otras notas breves.

Maquetas originales del Número 7 de la Revista Barrilete

El segundo período de Barrilete, que abarcó los años 1964-1967 (del número 6 al número 13), estuvo marcado por una serie de transformaciones que no solo modificaron su diseño, sino que también reflejaron un cambio en su enfoque y dinámica interna. Estos cambios se dieron en diversos aspectos, desde la estética hasta la estructura editorial, pasando por la ampliación de su alcance y una nueva organización en su formato. En cuanto a su estructura editorial, la dirección de El Barrilete pasó a estar a cargo de un Consejo de Redacción integrado por Daniel Barros, Martín Campos, Ramón Plaza, Miguel Ángel Rozzisi, Horacio Salas, Marcos Silber, Rafael Alberto Vásquez y Roberto Jorge Santoro. Además, la revista contaba con corresponsales en distintas provincias argentinas y, en algunos números, en el extranjero, como en Italia.
El primer cambio significativo ocurrió en su nombre, perdiendo el artículo y la bajada: El Barrilete, salimos a remontarnos pasó a llamarse simplemente Barrilete. En cuanto a lo estético, el número 6 marcó una transición: por primera vez la revista contó con una tapa, en la que el nombre Barrilete se reprodujo dos veces, una al derecho en negro y la otra al revés en rojo, junto al número 6 en esos mismos colores. A partir del número 7 y hasta el número 12, la tapa adoptó una estética renovada, con el nombre de la revista en colores que variaban según el número (violeta, verde, celeste, rojo), acompañada de una fotografía en blanco y negro y un sumario de contenidos. El número 13, dedicado al Che Guevara, rompió con esta estética más o menos estable, presentando una tapa íntegramente en blanco y negro, con una foto central del Che y un recuadro en el que se mencionaban los colaboradores de ese número. 
También hubo un cambio en la periodicidad de la publicación: aunque la revista estaba pensada para salir de manera bimensual, comenzaron a surgir diversos problemas que hicieron que su tirada fuera irregular. En 1964 se publicaron cuatro números: el Nº 6 en enero, el Nº 7 en marzo/abril, el Nº 8 en julio/agosto y el Nº 9-10 (junto al Cuaderno Cinco Poetas) en octubre/diciembre. En 1965, sólo salió un número, el Nº 11 en mayo. En 1966, también se publicó un único número: el Nº 12, en agosto/septiembre. Finalmente, en 1967 se publicaron el Suplemento Imprescindible 12 en septiembre y el Nº 13 en diciembre. 
Durante este segundo período, la revista experimentó un notable crecimiento, tanto en la extensión de sus páginas como en la magnitud de su tirada. Se incorporaron nuevas secciones a las ya existentes, entre las que se destacaron: "Comentarios de Libros", dedicada a reseñas literarias; "Paredón literario", un espacio para debates y polémicas, "Barrilete Teatral", etc. Además de varias secciones enfocadas en la difusión de poesía, que brindaron un espacio a los poemas de jóvenes escritores y escritoras de todo el país.
A mediados de 1966, Santoro se distanció del Grupo Barrilete y, poco después, impulsó y fundó, junto a otros, el Grupo Gente de Buenos Aires. En 1968, volvió a acercarse a Barrilete y, en 1974, se reincorporó a la dirección de la revista. Durante su ausencia, la dirección estuvo a cargo de otros miembros: el número 12 fue dirigido por Alberto Costa, Carlos Patiño, Felipe Reisin y Rafael Vásquez, mientras que el número 13 estuvo bajo la dirección de Alberto Costa y Carlos Patiño.

## Segunda época de la revista El Barrilete (1968-1974)

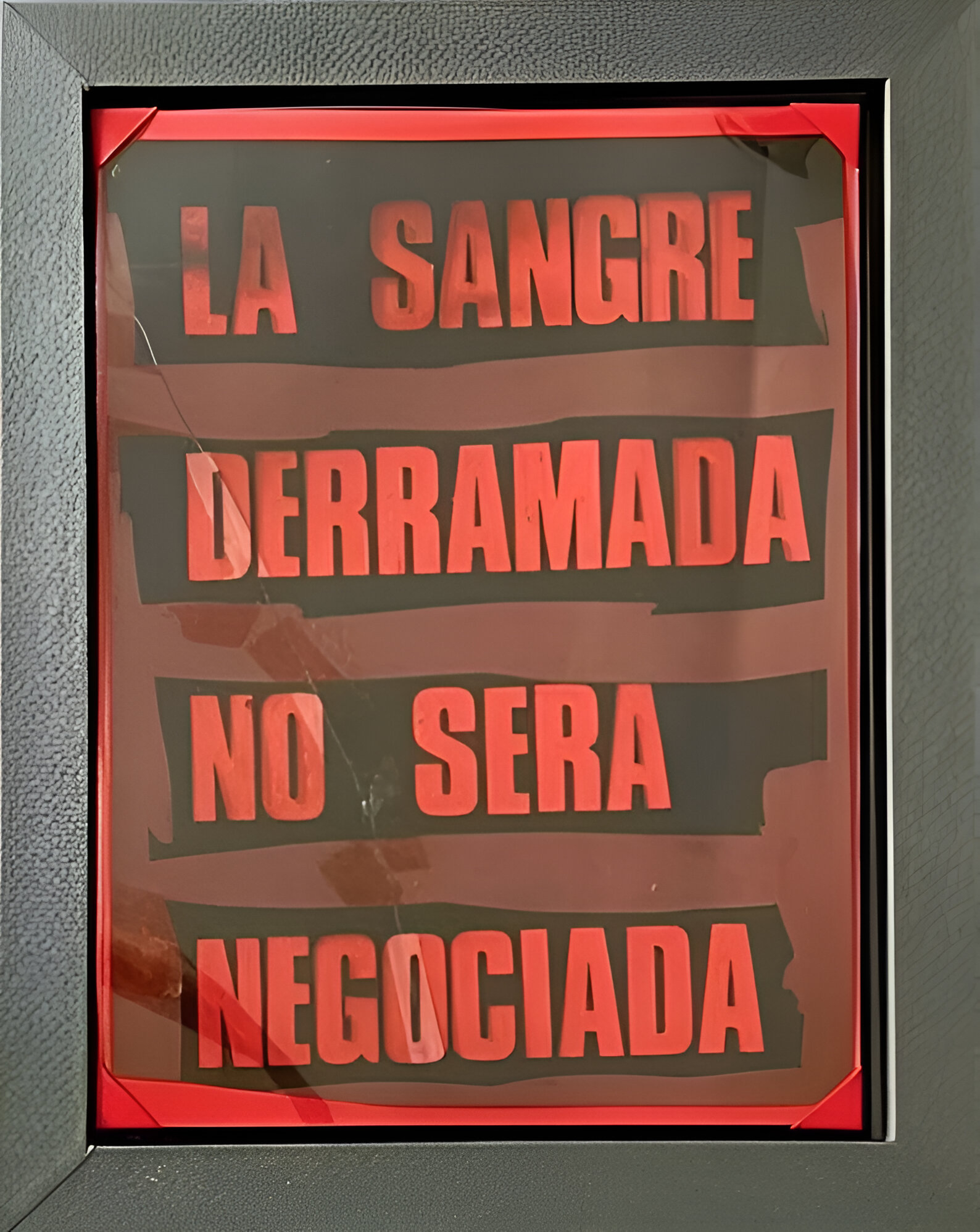
Maqueta de acetato original de Informe sobre Trelew

En octubre de 1968, tras casi un año desde la publicación del número anterior, apareció Barrilete, Segunda Época N.º 1 (también conocido como Barrilete N.º 14). Esta edición estuvo dirigida por Alberto Costa, Carlos Patiño y Rubén Cáccamo. En septiembre de 1974, Barrilete publicó su último número. Con la reincorporación de Roberto Jorge Santoro, editaron Barrilete Año XII N.º 1 (también conocido como Barrilete N.º 15), en un formato particular de revista sobre, similar al utilizado en el Informe sobre Trelew.
El Informe sobre Trelew se publicó casi en simultáneo con el número 15, en un formato particular de sobre, del cual el lector podía extraer diversos materiales, como poemas, dibujos, grabados y notas. Fue el más extenso de los informes producidos por Barrilete y sintetizaba la militancia del grupo, vinculando la experiencia de la revista con la trayectoria de Santoro en Gente de Buenos Aires y sus carpetas. El informe constaba de 72 páginas que incluían imágenes, cartas, entrevistas, testimonios, poemas, cuentos, grabados, recortes, declaraciones de organizaciones políticas y dibujos. Presentado en un sobre de cartón, sin un orden específico ni numeración, contó con la participación del mayor número de artistas en la historia de la revista. Dedicado a los militantes asesinados en 1972 en Trelew por las fuerzas militares, el Informe sobre Trelew fue prohibido por la Triple A poco después de su distribución en los quioscos.

## Frecuencia de publicación de revista El Barrilete
La periodicidad de las publicaciones de Barrilete fue irregular por diversas razones, que se explican a lo largo de su historia. Entre los factores que influyeron en esta irregularidad se destacan la situación económica y política del momento, especialmente la crisis derivada del golpe de Estado de Onganía. Este hecho no solo afectó la estabilidad del país, sino que también tuvo un impacto directo en la revista, provocando censura, persecución política y el alejamiento de algunos de sus miembros. El golpe de Estado que instauró la autodenominada Revolución Argentina (1966-1973) marcó un quiebre en la vida material y social de los integrantes de Barrilete. Las consecuencias fueron evidentes: censura, represión, un aumento de los presos políticos, restricciones a las libertades civiles y una crisis económica sin precedentes. 
Este contexto de tensión política modificó sustancialmente la concepción de la poesía dentro de Barrilete. La literatura dejó de ser solo un medio de expresión estética para adoptar un enfoque más directo y crítico. La producción de sus miembros comenzó a incorporar un contenido marcadamente político, reflejando un compromiso explícito con la transformación social. En este proceso, los poemas adquirieron un tono más incisivo, buscando no solo retratar la realidad, sino también cuestionarla y transformar sus estructuras.
A nivel práctico, las condiciones para seguir publicando se volvieron cada vez más difíciles. La censura, el clima de represión y los riesgos asociados a la distribución de materiales literarios provocaron un giro hacia nuevas formas de militancia, muchas de ellas ligadas a prácticas clandestinas. La combinación entre compromiso literario y acción política, que pasó a ser el eje del grupo, llevó a varios de sus integrantes a vincularse con partidos y movimientos políticos. En particular, algunos se acercaron al Partido Revolucionario de los Trabajadores (PRT) y participaron activamente en frentes como el Frente Antiimperialista de Trabajadores de la Cultura (FATRAC) y, más tarde, el Frente Antiimperialista y por el Socialismo (FAS). Entre los miembros más activos estuvieron Carlos Patiño, Oscar Barros, Enrique Courau, Haroldo Conti, Alberto Costa, Dardo S. Dorronzoro, Vicente Zito Lema, Humberto Costantini y Roberto Jorge Santoro.
Además, muchos de los integrantes no se dedicaban exclusivamente a la literatura, lo que también afectó la continuidad en la producción y publicación de la revista. Esta combinación de factores influyó en la irregularidad de Barrilete, que, a pesar de las dificultades, logró mantenerse activa durante más de una década.

## Prohibición y persecución
A fines de 1974, la Triple A prohibió la circulación de Barrilete, poco después de la publicación del número 15 y del Informe sobre Trelew. Muchos de sus miembros debieron exiliarse, mientras que otros fueron secuestrados o asesinados, primero por las fuerzas parapoliciales y luego por la dictadura cívico-militar. Roberto Jorge Santoro, Osvaldo Balbi, Enrique Courau, Dardo S. Dorronzoro y Haroldo Conti fueron secuestrados y desaparecidos, mientras que Alberto Costa fue secuestrado y después pudo exiliarse. Otros miembros, como Carlos Patiño, José Antonio Cedrón, Luis Luchi y Humberto Costantini, también debieron exiliarse para evitar la represión. Tras el golpe de Estado de 1976, la actividad de Barrilete se redujo drásticamente hasta desaparecer casi por completo.